# Ђула Лорант
Ђула Лорант (мађ. Lóránt Gyula; Кесег, 6. фебруар 1923 — Солун, 31. мај 1981) је био мађарски фудбалер и тренер, такође је познат под именом Ђула Липович.
Лорант је, од познатијих клубова, играо у Вашашу и ФК Хонведу и био је члан легендарне мађарске репрезентације из педесетих година 20. века.
Престанком активне играчке каријере прешао је у тренере и од познатијих европских тимова тренира Хонвед, Бајерн из Минхена и ПАОК. Са ПАОК-ом је 1976. освојио грчки шампионат. Док је још увек био тренер Паока 1981. је доживео срчани удар током утакмице ПАОК - Олимпијакос са смртним последицама.

### Каријера
Своје прве играчке кораке Лорант је направио у родном граду у клубу СД Кесег (Kõszeg SE) и АЦ Нађварод (Nagyváradi AC), данас УТА Арад, оба ова клуба налазе се у данашњој Румунији. После је прешао у Вашаш, где му је саиграч био Ласло Кубала и где је у ствари почео Лорантов стварни играчки успон.
Када је Мађарска јануара 1949. постала држава под влашћу комуниста, Кубала је пребегао на запад и основао тим Хунгарија (Hungaria), са којим је играо егзибиционе утакмице. Лорант је такође хтео да му се придружи али је био ухваћен на граници и завршио је у логору.
Са Хонведом је освојио три шампионске титуле Мађарске
- 1952.
- 1954.
- 1955.

### Интернационална каријера
Лорант је пуштен из логора на интервенцију Густава Шебеша, тренера мађарске репрезентације, коме је такав играч био потребан за остваривање његових планова о екипи снова. Октобра 1949. Лорант је и имао деби у националном саставу, та утакмица је била против Аустрије. Утакмица је играна у Бечу и Шебеш је морао лично да гарантује за Лоранта код мађарског министра за иностране послове Јаноша Кадара. Лорант је за узврат одиграо једну од најбољих утакмица и Мађарска је победила са 4 : 3.
Лорант је убрзо је прешао у Хонвед, где је са још шест чланова златног тима помогао Хонведу да освоји три титуле шампиона Мађарске.
Као репрезентативац је одиграо 37 утакмица за Мађарску, помогао је као члан тима да Мађарска освоји злато У Хелсинкију 1952. и освоје Централно Европски интернационални куп 1953. такође је играо на обе историјске утакмице против Енглеске, 23. новембра 1953. у Лондону на Вемблију, (6:3) и у Будимпешти када су Мађари победили са 7:1.

## Тимови за које је играо
- 1939 — 1941 СД Кесег (Kõszegi SE)
- 1942 — 1943 ФК Сомбатхељ
- 1943 — 1944 АК Нађварад (Nagyváradi AC)
- 1944 — 1944 Вашаш Немзети (Nemzeti Vasas)
- 1945 — 1946 Либертатеа Орадеа (Nagyváradi Szabadság SK)
- 1946 — 1947 УТА Арад (UTA Arad)
- 1947 — 1950 Вашаш Будимпешта
- 1951 — 1956 Хонвед Будимпешта
- 1956 — 1956 Спартак Будимпешта
- 1956 — 1957 Вашаш Вац (Váci Vasas)

## Тимови које је тренирао
- 1962 — 1963 ФК Хонвед (Budapesti Honvéd)
- 1963 — 1963 ВСК Дебрецен (Debreceni VSC)
- 1965 — 1967 ФК Кајзерслаутерн
- 1967 — 1968 МСВ Дуисбург (MSV Duisburg)
- 1969 — 1971 ФК Кајзерслаутерн
- 1971 — 1972 1. ФК Келн (1. FC Köln)
- 1972 — 1974 ФК Кикерс Офенбах (Kickers Offenbach)
- 1974 — 1974 ФК Фрајбург (Freiburg FC)
- 1974 — 1976 ПАОК (PAOK Szaloniki)
- 1976 — 1977 Ајнтрахт Франкфурт (Eintracht Frankfurt)
- 1977 — 1978 Бајерн Минхен (Bayern München)
- 1979 — 1979 Шалке 04 (FC Schalke 04)
- 1980 — 1981 ПАОК (PAOK Thesaloniki)

## Признања
Као играч:
Мађарска
- Олимпијски шампион
  - 1952.
- Шампион Централноевропског интернационалног купа
  - 1953.
- Светски куп
  - Финалиста: 1954.
- Шампион Мађарске: 3
  - 1952; 1954; 1955.

Као тренер
- Шампион Грчке: 1
  - 1976.